# وسط ناکجا (فیلم ۲۰۱۲)
وسط ناکجا (انگلیسی: Middle of Nowhere) فیلمی در ژانر درام به کارگردانی ایوا دوورنی است که در سال ۲۰۱۲ منتشر شد. از بازیگران آن می‌توان به دیوید اویلوو، عمری هاردویک، و لورین توسان اشاره کرد.
فیلم برنده جایزه بهترین کارگردانی از جشنواره فیلم ساندنس، ۲۰۱۲ و جایزه جان کاساوتیس از ایندیپندنت اسپیریت و جایزه هومانیتاس در همان سال شده است.

## خلاصه داستان
روبی پس از اینکه متوجه می‌شود شوهرش در دادگاه به تحمل ۸ سال زندان محکوم شده، تصمیم می‌گیرد تا تحصیل را رها کرده و به زندگی و همسرش که در زندان هست، توجه کند اما...

## جوایز، نامزدی، افتخارات
| جایزه                            | تاریخ مراسم     | رشته                                             | دریافت‌کننده/نامزد                   | نتیجه    |
| -------------------------------- | --------------- | ------------------------------------------------ | ----------------------------------- | -------- |
| African-American Film Critics    | ۱۶ دسامبر ۲۰۱۲  | بهترین بازیگر زن                                 | امایاتزی کورینیلدی                  | برنده    |
| African-American Film Critics    | ۱۶ دسامبر ۲۰۱۲  | بهترین فیلم مستقل                                | وسط ناکجا                           | برنده    |
| African-American Film Critics    | ۱۶ دسامبر ۲۰۱۲  | بهترین موسیقی                                    | Kathryn Bostic and Morgan Rhodes    | برنده    |
| African-American Film Critics    | ۱۶ دسامبر ۲۰۱۲  | بهترین فیلم                                      | وسط ناکجا                           | نامزدشده |
| African-American Film Critics    | ۱۶ دسامبر ۲۰۱۲  | بهترین فیلم‌نامه                                  | دوورنی                              | برنده    |
| اتحادیه زنان روزنامه‌نگار سینمایی | ۷ ژانویه ۲۰۱۳   | بهترین فیلم‌نامه‌نویس زن                           | ایوا دوورنی                         | نامزدشده |
| جایزه بلک ریل                    | ۷ فوریه، ۲۰۱۳   | بازیگر زن برجسته                                 | امایاتزی کورینیلدی                  | نامزدشده |
| جایزه بلک ریل                    | ۷ فوریه، ۲۰۱۳   | دستیابی به موفقیت برجسته Performance             | امایاتزی کورینیلدی                  | نامزدشده |
| جایزه بلک ریل                    | ۷ فوریه، ۲۰۱۳   | کارگردان برجسته                                  | ایوا دوورنی                         | برنده    |
| جایزه بلک ریل                    | ۷ فوریه، ۲۰۱۳   | Outstanding Ensemble                             | وسط ناکجا – Aisha Coley             | نامزدشده |
| جایزه بلک ریل                    | ۷ فوریه، ۲۰۱۳   | Outstanding Motion Picture                       | وسط ناکجا                           | نامزدشده |
| جایزه بلک ریل                    | ۷ فوریه، ۲۰۱۳   | Outstanding Score                                | Kathryn Bostic                      | نامزدشده |
| جایزه بلک ریل                    | ۷ فوریه، ۲۰۱۳   | فیلم‌نامه برجسته                                  | ایوا دوورنی                         | برنده    |
| جایزه بلک ریل                    | ۷ فوریه، ۲۰۱۳   | Outstanding Supporting Actor                     | دیوید اویلوو                        | نامزدشده |
| جایزه بلک ریل                    | ۷ فوریه، ۲۰۱۳   | Outstanding Supporting Actress                   | لورین توسان                         | نامزدشده |
| جوایز گاتهام                     | ۲۶ نوامبر ۲۰۱۲  | Best Film                                        | وسط ناکجا                           | نامزدشده |
| جوایز گاتهام                     | ۲۶ نوامبر ۲۰۱۲  | Breakthrough Award                               | امایاتزی کورینیلدی                  | برنده    |
| جایزه هومانیتاس                  | ۱۴ سپتامبر ۲۰۱۲ | Sundance Film                                    | وسط ناکجا                           | نامزدشده |
| جایزه ایندیپندنت اسپیریت         | ۲۳ فوریه۲۰۱۳    | بهترین بازیگر زن                                 | امایاتزی کورینیلدی                  | نامزدشده |
| جایزه ایندیپندنت اسپیریت         | ۲۳ فوریه۲۰۱۳    | Best Supporting Female                           | لورین توسان                         | نامزدشده |
| جایزه ایندیپندنت اسپیریت         | ۲۳ فوریه۲۰۱۳    | Best Supporting Male                             | دیوید اویلوو                        | نامزدشده |
| جایزه ایندیپندنت اسپیریت         | ۲۳ فوریه۲۰۱۳    | جایزه جان کاساوتیس                               | ایوا دوورنی، هاوارد باریش، پل گارنس | برنده    |
| جایزه ایمیج                      | ۱ فوریه۲۰۱۳     | بازیگر زن برجسته                                 | امایاتزی کورینیلدی                  | نامزدشده |
| جایزه ایمیج                      | ۱ فوریه۲۰۱۳     | Outstanding Supporting Actor in a Motion Picture | دیوید اویلوو                        | نامزدشده |
| جشنواره فیلم ساندنس              | ۲۹ ژانویه۲۰۱۲   | جایزه کارگردانی                                  | ایوا دوورنی                         | برنده    |
| جشنواره فیلم ساندنس              | ۲۹ ژانویه۲۰۱۲   | جایزه هیئت داوران                                | ایوا دوورنی                         | نامزدشده |
| حلقه زنان منتقد فیلم             | ۱ ژانویه ۲۰۱۳   | جایزه جوزفین بیکر                                | وسط ناکجا                           | برنده    |